# Weitmoserschlössl

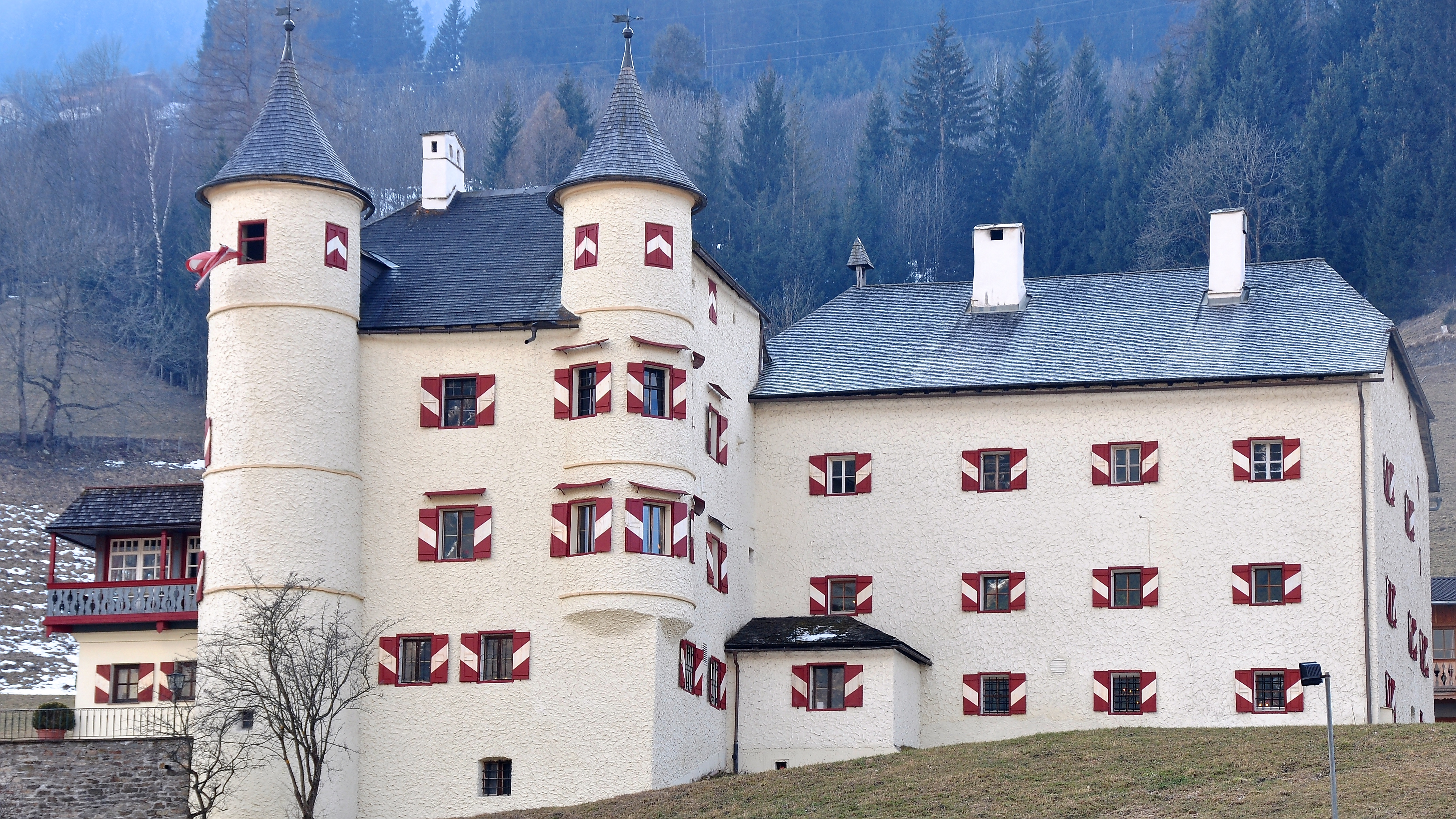
Weitmoserschlössl in Bad Hofgastein

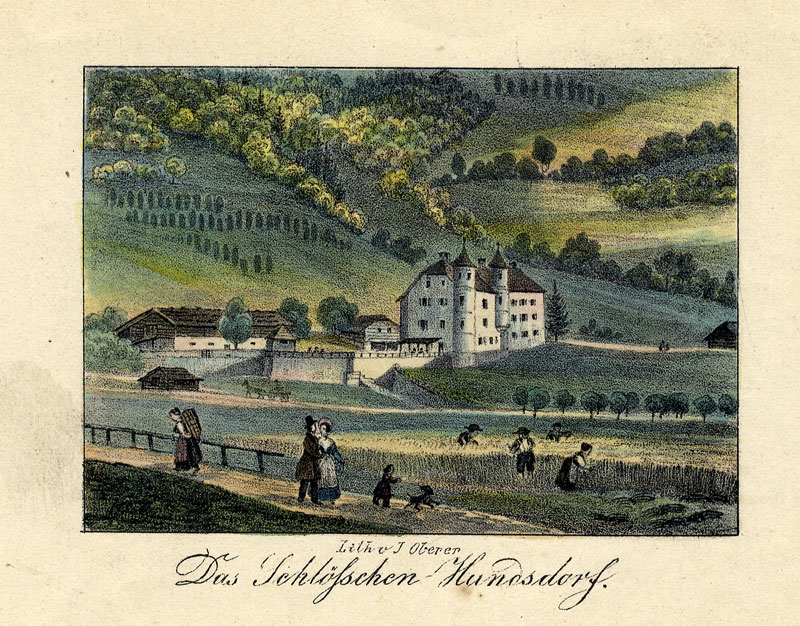
Weitmoserschlössl in Bad Hofgastein

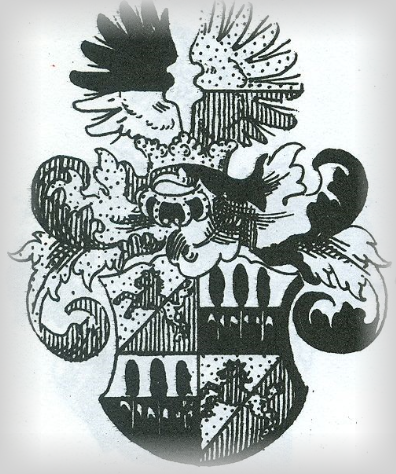
Wappen der Weitmoser nach Siebmachers Wappenbuch

Das Weitmoserschlössl (aufgrund seiner Lage bisweilen auch Schloss Hundsdorf bezeichnet) liegt am Rand des Ortsteils Hundsdorf in der Gemeinde Bad Hofgastein (Schlossgasse 14, Katastralgemeinde Vorderschneeberg) im Bezirk St. Johann im Pongau im Land Salzburg. Das im 16. Jahrhundert erbaute, weithin sichtbare Schloss liegt auf der Westseite des Gasteiner Tals. Es steht unter Denkmalschutz (Listeneintrag).

## Geschichte

### Familie Weitmoser
Das Schloss ist eng mit der Familie Weitmoser verbunden. Zu nennen ist hier zuerst Hans Weitmoser, der ab 1518 als Besitzer verschiedener Grundstücke im Gasteinertal nachweisbar ist, wie z. B. das Eliasgütl und das Maurachlehen zu Hundsdorf. Hans Weitmoser war auch einer der Anführer des Salzburger Bauernaufstandes; dafür hat er Abbitte geleistet und wurde vom Landesherrn Matthäus Lang wieder aufgenommen. 1518 agierte er sogar als beauftragter Kommissär im Namen des Erzbischofs in einer bergmännischen Streitsache. Dieser Hans konnte sich auch Grubenanteile kaufen und scheint mit dem Vortrieb seiner Stollen auf dem Radhausberg Glück gehabt zu haben.

### Christoff Weitmoser
Christoff Weitmoser (auch Christoph Weitmoser geschrieben; * 1506, † 2. Mai 1558 Hofgastein) war 1522 an der Universität Freiburg im Breisgau immatrikuliert und beerbte seinen Vater Hans im Jahr 1526. Beim Antritt seines Erbes musste er auch rund 10.000 Gulden an Schulden mit übernehmen; der Landesherr half dem jungen Christoff damals mit einem Kredit von 100 „Imperialen“. Er selbst konnte um 1530 durch den Stollen „zu unserer Frau“ reichhaltiges Erz gewinnen und seine Schulden begleichen. In der Zeit von 1554 bis 1560 konnte er schätzungsweise jährlich rund 300 kg Gold und etwa 1200 kg Silber gewinnen, von dem ihm nach Abzug aller Unkosten ein heutiges Einkommen von mindestens 2,5 Millionen Euro verblieb. Christoff Weitmoser war der größte Goldproduzent im Heiligen Römischen Reich Deutscher Nation. Er zählte zu den Geldgebern von Erzherzog Ferdinand von Tirol sowie des Herzog Ernst von Bayern.
Um 1538 erwarb er den alten Goldeckhof (auch als Goldegger Hof bezeichnet und eventuell Sitz der Herren von Goldegg). Aus einer Inschrifttafel geht hervor, dass der Goldeckhof 1553 niederbrannte und im Jahr darauf innerhalb von zwei Monaten wieder aufgebaut wurde. Dieses Gebäude besteht heute als der nördliche Trakt der Gesamtanlage. Bereits 1552 bekam Weitmoser den Titel eines kaiserlichen Rates verliehen, konnte aber nicht die Aufnahme in den Salzburger Landtafel erreichen, auch wenn er bereits durch den Erwerb der Hofmark Winkl bayerischer Adeliger war. 1555 verfasste er ein formelles Ansuchen an den Salzburger Landesherrn, worin er seinen Wunsch äußerte, Erzbischof Michael möge ihn in den Ritterstand erheben. Dies wurde ihm auch gewährt.
Nach dem Tod des wirtschaftlich sehr erfolgreichen Christoph Weitmoser († 1558) kam es zum wirtschaftlichen Niedergang der Familie Weitmoser, nicht zuletzt weil das immense Vermögen (320.000 Gulden) auf drei Söhne und vier Töchter aus der um 1531 geschlossenen Ehe mit Elisabeth Vötzl aufgeteilt werden musste. Der Niedergang der Familie findet seinen Niederschlag auch in einer nicht nur im Gasteinertal verbreiteten Wandersage von Aufstieg und Not, bis zu dem Versetzen des Brautschleiers, die aber nur am Rande mit den realen Ereignissen verbunden ist.

### Weitere Besitzgeschichte
Das Anwesen wurde um 1603 von Georg Leykofer, 1606 vom Gewerken Hanns Leykhofer und 1621 von Georg, Hans, Jacob und Kunigund Leykhofer erworben. Ab 1624 waren Hanns und Kunigundt die Eigentümer. Diese bauten ein neugemauert Stöckhl mit den beiden Runderkern an den östlichen Gebäudekanten dazu. 1628 wurde im ersten Obergeschoß des Neubaus der Altar der Schlosskapelle geweiht. Leykofer musste als Protestant das Land Salzburg verlassen und der Besitz kam 1625 durch Kauf zuerst an Leonhart Rainpacher und um 1626 an Alexander Hölzl von Sillian und dessen Hausfrau. Aus dem ersten Viertel des 17. Jahrhunderts stammen die Fresken in der Kapelle mit biblischen Motiven, die von dem Maler Ludwig Lindner stammen. Im zweiten Obergeschoß wurde eine Stube mit einer Täfelung und einer Kassettendecke eingebaut, die zu Unrecht (da dies nichts mehr mit der Familie zu tun hat) Weitmoserstube heißt. 1634 kauft Johann Riept, Pfarrherr von Haus und Schladming das Schloss. Sein Erbe war Franz Kumminger († 1691). Als weitere Besitzer sind nachgewiesen: Johann Pichler (1701), Georg Stuchner (1712), Franz Benedikt Hasler (1738).
Um 1752 erwarb mit Benedikt Niklas Scharfetter erstmals ein Scharfetter das Anwesen. 1755 wurde Josef Anton Trauner, Verwalter zu Hundsdorf (verehelicht mit Elisabeth Poschacher) als Besitzer genannt. Ab 1796 war Andrä Scharfetter der Eigentümer; seitdem ist die Familie Scharfetter (Gasteiner Linie) im Besitz des Anwesens.

### Baugeschichte
Nachdem der Vorgängerbau Goldekkerhof am 19. Juni 1553 niedergebrannt war, errichtete der Gewerke Christoph Weitmoser den heute nördlichen Teil. Nach 1604 ließ der Gewerke Georg Leykofer den südöstlichen Erweiterungsbau herstellen.
1850 wurde das Schloss im Inneren einer gründlichen (und wie es in einem Bericht heißt, „ohne das Alte zu schonen“) Renovierung unterzogen. 1937 wurden die Fresken in der Kapelle wiederentdeckt und restauriert. 1952 erfolgte eine Außenrenovierung mit dem Anbau einer Terrasse für den Café-Betrieb an der Südseite.

## Beschreibung
Der spätgotische Ansitz besteht aus zwei Teilen. Der dreigeschoßige ältere Bau besitzt einen gewölbten Mittelflur. Der Anbau des 17. Jahrhunderts verfügt über einen runden Eckerker und einen runden Treppenturm an der Talseite. In der sogenannten Weitmoserstube im zweiten Obergeschoß ist eine Zirbenvertäfelung und eine Kassettendecke aus dem ersten Viertel des 17. Jahrhunderts zu sehen.
Eine im ersten Stockwerk gegenüber der Küche in die Wand eingelassene Marmortafel erinnert an den Brand im Jahr 1553.
Die Jahreszahl 1400 oberhalb des Eingangs zum älteren Gebäudeteil hat keine historische Grundlage.
Ein abgetrennter Gangteil im ersten Obergeschoß wird als Kapelle verwendet. Die Freskenausstattung von Ludwig Lindner aus dem Jahr 1628 ist in Resten erhalten. Das Kruzifix stammt aus dem 18. Jahrhundert. Die ursprüngliche Einrichtung ist nicht erhalten.

## Weitmoserschlössl heute
Heute ist hier das Restaurant-Café Weitmoser untergebracht.